# Syllepis religiosa
Syllepis religiosa là một loài bướm đêm trong họ Crambidae.